# Étienne Bézout
Étienne Bézout   (Nemours, 31 de març de 1730 - Avon, 27 de setembre de 1783) fou un matemàtic francès del segle xviii conegut sobretot pels seus llibres de text.

## Vida
Bézout era fill i net de magistrats dels tribunals de Nemours i hom esperava d'ell que seguís una carrera jurídica. Això no obstant, es va interessar per les matemàtiques després d'estudiar Euler i aviat va publicar alguns treballs sobre dinàmica i problemes d'integració, tot i que després es va interessar per l'àlgebra i, en particular, per la teoria de les equacions.
El 1758 va ser escollit adjunt de l'Acadèmie Royale des Sciences, de la que posteriorment en seria pensionat (1768). El 1763 va ser nomenat instructor i professor de les acadèmies navals de França i el 1768, a més, ho va ser de l'acadèmia d'Artilleria en substitució del difunt Camus.
Entre les seves obligacions com a professor estava la d'escriure els llibres de text per als estudiants, tasca a la que es va entregar, aconseguint publicar uns llibres que es van reeditar nombroses vegades i es van traduir a diferents idiomes i es van utilitzar a universitats de tot Europa durant molts anys.
Va morir el 1783, a prop de Fontainebleau, sense haver rebut cap reconeixement públic, que no es va produir fins dotze anys més tard.

## Obra

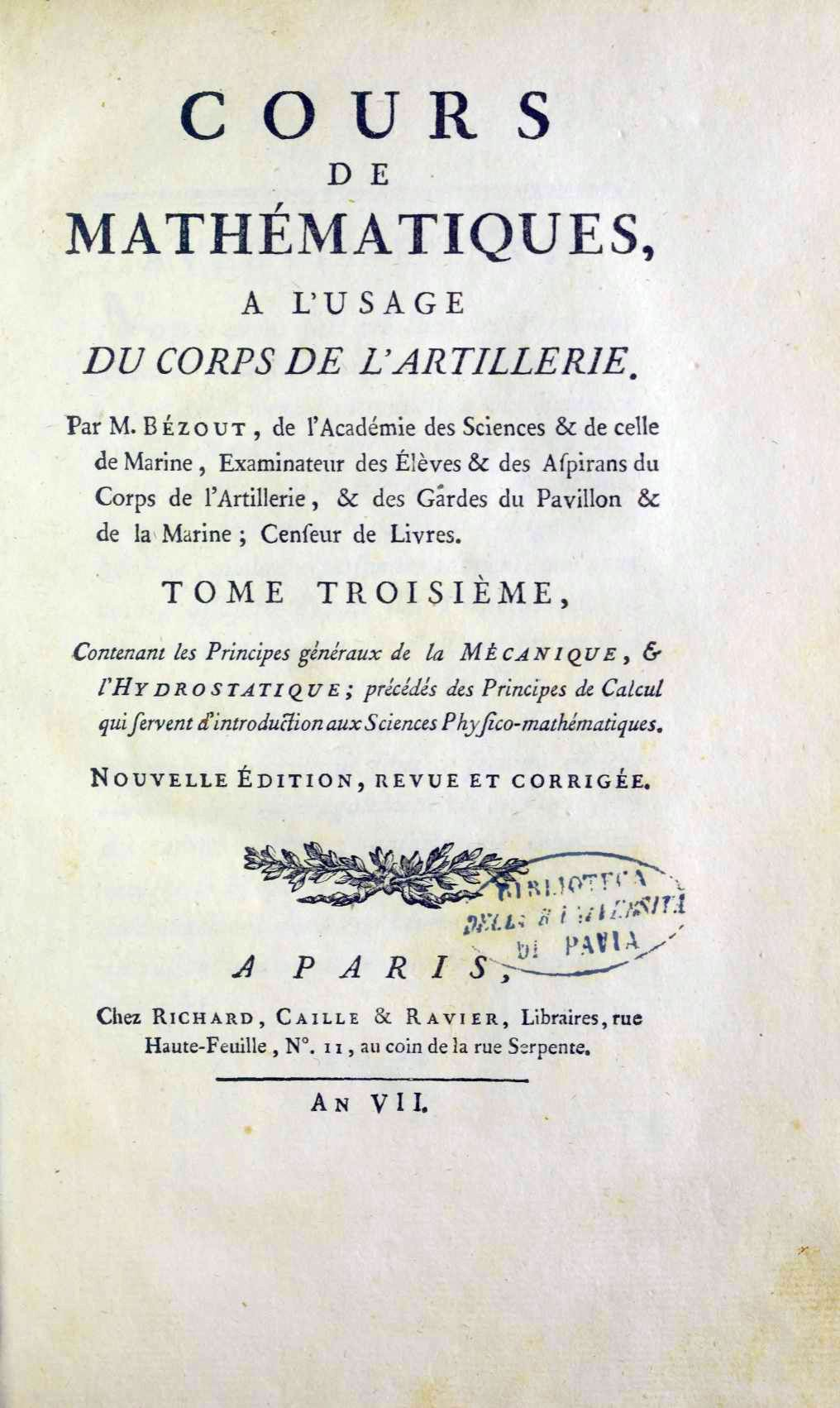
Cours de mathématiques, a l'usage du corps de l'artillerie, 1798

### Llibres de text
Els llibres de text són la faceta més coneguda de l'obra de Bèzout. Els dos principals són:
- Cours de mathématiques à l'usage des Gardes du Pavillon et de la Marine (4 volums, 1764-1767)[7]
- Cours complet de mathématiques à l'usage de la marine et de l'artillerie (6 volums, 1770-1782)[8]

Tot i que van rebre algunes crítiques per la seva manca de rigor, eren llibres que podien ser entesos per tots els que necessitaven les matemàtiques per a la seva feina i, per això, van tenir tant d'èxit i difusió.

### Àlgebra
A part de la seva obra destinada a la docència, Bézout es va interessar per l'àlgebra. El 1764 publica un article titulat Sur le degré des équations résultantes de l'évanouissement des inconnues en el que generalitza el mètode d'Euler per reduir dues equacions amb dues incògnites a N equacions, presentant per primera vegada el que després s'anomenaran matrius i que, en primera instància, va ser denominat bézoutien.
El seu principal treball en àlgebra és, però, el seu llibre Théorie des équations algébriques (1779) en el que estableix el conegut com teorema de Bézout sobre el grau de l'equació final d'un sistema d'equacions.